# Ruiskumestarin talo
Ruiskumestarin talo (Fins voor Brandmeestershuis, Zweeds: Sprutmästarens gård) is een van de oudste houten huizen in de Finse hoofdstad Helsinki.
Het huis werd in 1818 gebouwd voor de zeemansweduwe Kristina Wörtin. In 1859 werd het gekocht door Alexander Wickholm. Het huis bleef in zijn familie tot 1974, toen zijn kleindochter het verkocht aan de stad Helsinki. In 1980 werd het een museum, dat wordt beheerd door het Stadsmuseum van Helsinki.
Stadsmuseum · Villa Hakasalmi · Ruiskumestarin talo · Arbeiderswoningmuseum · Trammuseum · Kinderstad